# توماس مورغان
توماس هانت مورغان (بالإنجليزية: Thomas Hunt Morgan)‏ ـ (25 سبتمبر 1866 ـ 4 ديسمبر 1945) عالم بيولوجيا تطورية ووراثة وأجنة وكاتب علمي أمريكي، حصل على جائزة نوبل في الطب لعام 1933 لاكتشافاته المتعلقة بدور الكروموسوم في الوراثة.

## حياته الأكاديمية وأبحاثه
حصل مورغان على درجة الدكتوراه في علم الحيوان من جامعة جونز هوبكنز سنة 1890، وبحث في علم الأجنة لفترة من الزمن، وبعد إعادة اكتشاف الوراثة المندلية سنة 1900 تحول اهتمام مورغان البحثي إلى دراسة الطفرات الوراثية في ذبابة الفاكهة (دروسوفيلا ميلانوغاستر)، وكانت له غرفة شهيرة في جامعة كولومبيا سميت بغرفة الذباب (بالإنجليزية: Fly Room)‏ أجرى فيها أبحاثًا عديدة توصل فيها إلى أن الجينات (المورثات) تُحمل على كروموسومات (صبغيات) وأن هذه الجينات هي الأساس الميكانيكي للوراثة. وهي الاكتشافات التي شكلت أساس علم الوراثة الحديث وأهلته للحصول على جائزة نوبل في الفسيولوجيا أو الطب لسنة 1933. وقد كانت أبحاث مورغان سببًا في جعل ذبابة الفاكهة (الدروسوفيلا) كائنًا نموذجيًا لأبحاث الوراثة الحديثة. وقد أنتج قسم علم الأحياء الذي أسسه في معهد كاليفورنيا للتقنية سبعة من الفائزين بجائزة نوبل.

## تلاميذه

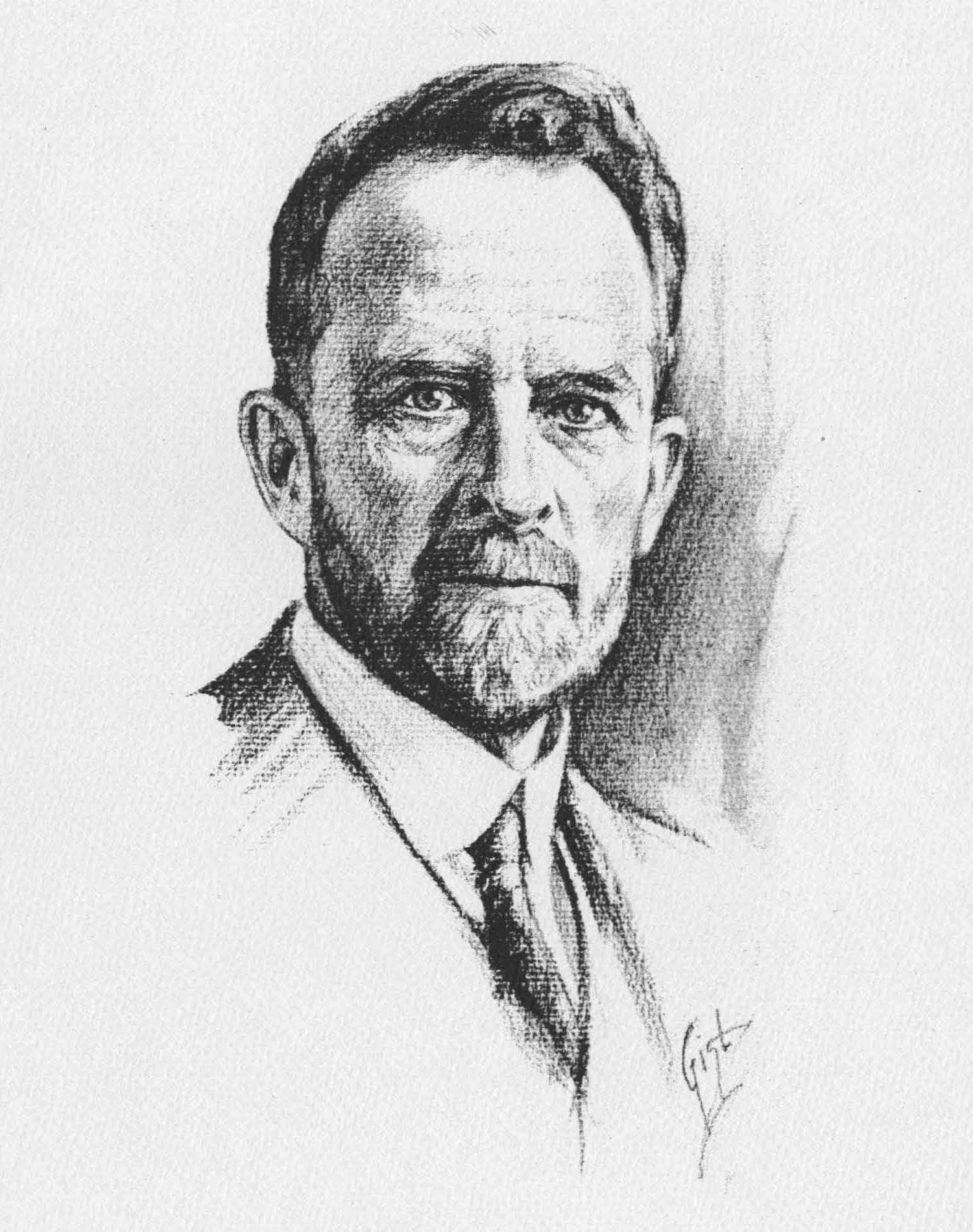
1931 رسم توماس هانت مورغان

ترك مورغان إرثًا علميًا كبيرًا، وحصل بعض تلاميذه في كل من جامعة كولومبيا ومعهد كاليفورنيا للتقنية على جائزة نوبل، ومنهم جورج ولز بيدل (جائزة نوبل في الطب سنة 1958) وهرمان جوزيف مولر (جائزة نوبل في الطب سنة 1946)

## مؤلفاته وكتاباته
كتب مورغان خلال حياته 22 كتابًا و370 ورقة بحثية. من مؤلفاته:
- تطور بيضة الضفدعة: مقدمة إلى علم الأجنة التجريبي (بالإنجليزية: The Development of the Frog's Egg: An Introduction to Experimental Embryology)‏ ـ 1897
- علم الحيوان التجريبي (بالإنجليزية: Experimental Zoology)‏ ـ 1907
- الوراثة والجنس (بالإنجليزية: Heredity and Sex)‏ ـ 1913
- الوراثة المرتبطة بالجنس في الدروسوفيلا (بالإنجليزية: Sex-linked Inheritance in Drosophila)‏ ـ مع كالفن بريدجز 1916
- الوراثة البشرية (بالإنجليزية: Human Inheritance)‏ ـ 1924
- علم الأجنة التجريبي (بالإنجليزية: Experimental Embryology)‏ ـ 1927
- علم الأجنة وعلم الوراثة (بالإنجليزية: Embryology and Genetics)‏ ـ 1934

## الجوائز والتكريم
- الدكتوراه الفخرية من جامعتي جونز هوبكنز وكنتاكي.
- انتخب عضوًا بالأكاديمية الوطنية للعلوم.
- اختير عضوًا أجنبيًا بالجمعية الملكية.
- ميدالية داروين (1924)
- وسام كوبلي من الجمعية الملكية (1939)
- سميت مدرسة توماس هانت مورغان للعلوم البيولوجية بجامعة كنتاكي تكريمًا له.
- تمنح الجمعية الأمريكية للوراثة ميدالية مسماة باسم توماس هانت مورغان سنويًا لأحد أعضائها الذي قام بإسهامات بارزة في مجال علم الوراثة.
- وضع اكتشاف توماس هانت مورغان على طابع بريد سويدي صدر سنة 1989 لتخليد اكتشافات ثمانية من علماء الوراثة الفائزين بجائزة نوبل.
- سميت إحدى المدارس الثانوية في شورلاين بولاية واشنطن باسم مورغان في النصف الثاني من القرن العشرين.

## وفاته
عانى مورغان طوال حياته من قرحة مزمنة في الإثنى عشر، وفي سنة 1945 توفي مورغان في باسادينا بولاية كاليفورنيا من جراء أزمة قلبية شديدة عن عمر يناهز 79 عامًا.

## روابط خارجية
- توماس مورغان على موقع الموسوعة البريطانية (الإنجليزية)
- توماس مورغان على موقع إن إن دي بي (الإنجليزية)